# Tavshedsspiralen
Tavshedsspiralen er en teori af den tyske medieforsker Elisabeth Noelle-Neumann. Teorien skildrer, at mennesker af frygt for social eksklusion er mindre tilbøjelige til at udtrykke holdninger, der ikke angives i medierne. Derfor vil individer, der har holdninger, som afviger fra de dominerende, være mindre tilbøjelige til at ytre disse af frygt for at blive isoleret.
Teorien blev første gang fremsat i bogen The Spiral of Silence : Public Opinion - Our Social Skin fra 1984 af Elisabeth Noelle-Neumann.